# Энтомофтора
Энтомо́фтора, или эмпу́за (устар.) (лат. Entomophthora) — род энтомопатогенных грибов отдела Зигомикота, паразиты мух.

## Описание
Виды этого рода являются облигатными паразитами наземных насекомых, образуя снаружи и внутри заражённого организма хорошо развитый мицелий.
Внешний мицелий покрывает насекомое снаружи мицелиальным чехлом и прикрепляет его к субстрату. На поверхности насекомого формируется бархатистый налёт, состоящий из сплошного слоя конидиефор, которые несут по одной одноклеточной конидии размером 10—75 мкм. В мицелии, проникшем в тело насекомого, образуются споры полового размножения и вегетативные споры, такие как хламидоспоры или азигоспоры.
Во время полового процесса одноядерные участки гиф объединяются, в результате чего образуются зигоспоры.
Представители рода обладают высокой паразитической активностью, в связи с чем исследуются способы биологической борьбы с вредоносными насекомыми с использованием некоторых видов энтомофторы.

## Классификация
Род включает более 60 видов.

### Список видов
- Entomophthora aphrophorae
- Entomophthora arrenoctona
- Entomophthora atrosperma
- Entomophthora bereshkovaeana
- Entomophthora blissi
- Entomophthora blunckii
- Entomophthora brevinucleata
- Entomophthora bullata
- Entomophthora byfordii
- Entomophthora calliphorae
- Entomophthora carpentieri
- Entomophthora chromaphidis
- Entomophthora cimbicis
- Entomophthora coleopterorum
- Entomophthora colorata
- Entomophthora culicis — Энтомофтора комариная
- Entomophthora cyrtoneurae
- Entomophthora destruens
- Entomophthora dissolvens
- Entomophthora egressa
- Entomophthora erupta
- Entomophthora exitialis
- Entomophthora ferdinandii
- Entomophthora fumosa
- Entomophthora grandis
- Entomophthora helvetica
- Entomophthora hylemyiae
- Entomophthora inexspectata
- Entomophthora israelensis
- Entomophthora jaapiana
- Entomophthora jaczewskii
- Entomophthora jassi
- Entomophthora lauxaniae
- Entomophthora lavrovii
- Entomophthora leyteensis
- Entomophthora megasperma
- Entomophthora muscae — Энтомофтора мушиная
- Entomophthora muscivora
- Entomophthora myrmecophaga
- Entomophthora nebriae
- Entomophthora oehrensiana
- Entomophthora pallida
- Entomophthora pelliculosa
- Entomophthora phalloides
- Entomophthora philippinensis
- Entomophthora phryganeae
- Entomophthora planchoniana
- Entomophthora plusiae
- Entomophthora pooreana
- Entomophthora porteri
- Entomophthora pseudococci
- Entomophthora punctata
- Entomophthora pustulata
- Entomophthora pyralidarum
- Entomophthora reticulata
- Entomophthora richteri
- Entomophthora rimosa
- Entomophthora rivularis
- Entomophthora scatophaga — Энтомофтора скатофаговая
- Entomophthora schizophorae — Энтомофтора шизофоры
- Entomophthora schroeteri
- Entomophthora simulii
- Entomophthora sphaerosperma
- Entomophthora syrphi — Энтомофтора сирфид
- Entomophthora telaria
- Entomophthora terrestris — Энтомофтора земляная
- Entomophthora thripidum
- Entomophthora trinucleata
- Entomophthora weberi
- Entomophthora zabri